# Drälinge
Drälinge är en ort i Björklinge socken i Uppsala kommun belägen cirka 15 km norr om Uppsala i närheten av Fjuckby. Orten klassades som en småort av SCB år 2005 men till revideringen år 2010 hade den förlorat sin status som småort. Vid 2015 års småortsavgränsning återfanns här åter en småort.